# Света Богородица Хавиара
„Света Богородица Хавиара“ (на гръцки: Παναγία Χαβιαρά) е средновековна православна църква в южномакедонския град Бер (Верия), Егейска Македония, Гърция. Храмът е част от енория „Сретение Господне“.

## История
Църквата е издигната в края на XIV век като еднокорабен храм. След архитектурни интервенции в края на XV и началото на XVI век е превърната в трикорабна базилика с дървен покрив и притвор. От оригиналния храм е запазена само източната стена. Във вътрешността са запазени забележителни ценни стенописи от XIV век – Света Богородица, Благовещение, Възнесение, от XV век – Страшният съд, и от XVI век – Сретение, Рождество, Кръщение, Успение Богородично, Христос в окови и други.